# Wyścig Węgier WTCC 2014
Wyścig Węgier WTCC 2014 – trzecia runda World Touring Car Championship w sezonie 2014. Rozegrała się w dniach 2-4 maja 2014 w Budapeszcie na torze Hungaroring.

## Lista startowa
| Nr | Kierowca             | Zespół                               | Samochód                | Opony |
| -- | -------------------- | ------------------------------------ | ----------------------- | ----- |
| 1  | Yvan Muller          | Citroën Total WTCC                   | Citroën C-Elysée WTCC   | Y     |
| 2  | Gabriele Tarquini    | Castrol Honda World Touring Car Team | Honda Civic WTCC        | Y     |
| 3  | Tom Chilton          | ROAL Motorsport                      | Chevrolet RML Cruze TC1 | Y     |
| 4  | Tom Coronel          | ROAL Motorsport                      | Chevrolet RML Cruze TC1 | Y     |
| 5  | Norbert Michelisz    | Zengő Motorsport                     | Honda Civic WTCC        | Y     |
| 6  | Franz Engstler       | Liqui Moly Team Engstler             | BMW 320 TC              | Y     |
| 7  | Hugo Valente         | Campos Racing                        | Chevrolet RML Cruze TC1 | Y     |
| 8  | Pasquale Di Sabatino | Liqui Moly Team Engstler             | BMW 320 TC              | Y     |
| 9  | Sébastien Loeb       | Citroën Total WTCC                   | Citroën C-Elysée WTCC   | Y     |
| 10 | Gianni Morbidelli    | ALL–INKL.COM Münnich Motorsport      | Chevrolet RML Cruze TC1 | Y     |
| 11 | James Thompson       | Lada Sport Lukoil                    | Łada Granta 1.6T        | Y     |
| 12 | Robert Huff          | Lada Sport Lukoil                    | Łada Granta 1.6T        | Y     |
| 14 | Michaił Kozłowski    | Lada Sport Lukoil                    | Łada Granta 1.6T        | Y     |
| 18 | Tiago Monteiro       | Castrol Honda World Touring Car Team | Honda Civic WTCC        | Y     |
| 25 | Mehdi Bennani        | Proteam Racing                       | Honda Civic WTCC        | Y     |
| 27 | John Filippi         | Campos Racing                        | SEAT León WTCC          | Y     |
| 37 | José María López     | Citroën Total WTCC                   | Citroën C-Elysée WTCC   | Y     |
| 77 | René Münnich         | ALL–INKL.COM Münnich Motorsport      | Chevrolet RML Cruze TC1 | Y     |
| 98 | Dušan Borković       | NIS Petrol by Campos Racing          | Chevrolet RML Cruze TC1 | Y     |
| 99 | Yukinori Taniguchi   | NIKA Racing                          | Honda Civic Super 2000  | Y     |
| Nr | Kierowca             | Zespół                               | Samochód                | Opony |

## Wyniki

### I Sesja treningowa
| Nr | Kierowca         | Konstruktor        | Czas     | Okr. |
| -- | ---------------- | ------------------ | -------- | ---- |
| 37 | José María López | Citroën Total WTCC | 1:49,494 | 10   |

### II Sesja treningowa
| Nr | Kierowca    | Konstruktor        | Czas     | Okr. |
| -- | ----------- | ------------------ | -------- | ---- |
| 1  | Yvan Muller | Citroën Total WTCC | 1:49,301 | 10   |

### Kwalifikacje
Źródło: fiawtcc.com
| Poz. | Nr | Kierowca             | Konstruktor                 | Q1       | Q2       | Q3       | Poz. s. |
| --- | --- | -------------------- | --------------------------- | -------- | -------- | -------- | ------- |
| 1 | 1 | Yvan Muller          | Citroën Total WTCC          | 1:49,393 | 1:49,546 | 1:48,727 | 1       |
| 2 | 37 | José María López     | Citroën Total WTCC          | 1:49,328 | 1:49,496 | 1:48,761 | 2       |
| 3 | 9 | Sébastien Loeb       | Citroën Total WTCC          | 1:49,552 | 1:49,652 | 1:49,113 | 3       |
| 4 | 18 | Tiago Monteiro       | Castrol Honda WTCC          | 1:49,668 | 1:49,497 | 1:49,166 | 4       |
| 5 | 2 | Gabriele Tarquini    | Castrol Honda WTCC          | 1:50,065 | 1:49,410 | 1:50,576 | 5       |
| 6 | 25 | Mehdi Bennani        | Proteam Racing              | 1:50,017 | 1:49,745 | –        | 6       |
| 7 | 3 | Tom Chilton          | ROAL Motorsport             | 1:49,634 | 1:49,757 | –        | 7       |
| 8 | 4 | Tom Coronel          | ROAL Motorsport             | 1:50,234 | 1:50,428 | –        | 8       |
| 9 | 10 | Gianni Morbidelli    | Münnich Motorsport          | 1:50,234 | 1:50,728 | –        | 9       |
| 10 | 7 | Hugo Valente         | Campos Racing               | 1:50,561 | 1:52,123 | –        | 10      |
| 11 | 5 | Norbert Michelisz    | Zengő Motorsport            | 1:49,421 | –        | –        | 11      |
| 12 | 12 | Robert Huff          | Lada Sport Lukoil           | 1:50,908 | –        | –        | 12      |
| 13 | 11 | James Thompson       | Lada Sport Lukoil           | 1:50,995 | –        | –        | 13      |
| 14 | 77 | René Münnich         | Münnich Motorsport          | 1:51,123 | –        | –        | 14      |
| 15 | 14 | Michaił Kozłowski    | Lada Sport Lukoil           | 1:52,451 | –        | –        | 15      |
| 16 | 8 | Pasquale Di Sabatino | Liqui Moly Team Engstler    | 1:54,584 | –        | –        | 16      |
| 17 | 6 | Franz Engstler       | Liqui Moly Team Engstler    | 1:55,121 | –        | –        | 17      |
| 18 | 99 | Yukinori Taniguchi   | NIKA Racing                 | 1:56,561 | –        | –        | 18      |
| 19 | 27 | John Filippi         | Campos Racing               | 1:56,588 | –        | –        | 19      |
| Zdyskwalifikowani | |                      |                             |          |          |          |         |
| | 98 | Dušan Borković       | NIS Petrol by Campos Racing | 1:50,602 | 1:51,937 | –        | 20      |
| Poz. | Nr | Kierowca             | Konstruktor                 | Q1       | Q2       | Q3       | Poz. s. |
| \| Legenda \| Legenda \| \| ------------------------ \| ---------------------------------------------------------------------------------------------------------------------------------------------------------------------------------------------------------------------------------------------------------------- \| \| Poz. Nr Q1 Q2 Q3 Poz. s. \| Pozycja zajęta w sesji kwalifikacyjnej Numer startowy kierowcy Wynik uzyskany w pierwszej części kwalifikacji Wynik uzyskany w drugiej części kwalifikacji Wynik uzyskany w trzeciej części kwalifikacji Pozycja startowa po uwzględnięniu kar, przesunięć, itp. \| | |                      |                             |          |          |          |         |
| Legenda | |                      |                             |          |          |          |         |
| Poz. Nr Q1 Q2 Q3 Poz. s. | Pozycja zajęta w sesji kwalifikacyjnej Numer startowy kierowcy Wynik uzyskany w pierwszej części kwalifikacji Wynik uzyskany w drugiej części kwalifikacji Wynik uzyskany w trzeciej części kwalifikacji Pozycja startowa po uwzględnięniu kar, przesunięć, itp. |                      |                             |          |          |          |         |

### Wyścig 1

#### Wyścig
Źródło: Wyprzedź Mnie!
| P                 | + / –     | Nr | Kierowca             | Konstruktor                 | Okr. | Czas / Strata | Komentarz |
| ----------------- | --------- | -- | -------------------- | --------------------------- | ---- | ------------- | --------- |
| 1                 | Bez zmian | 1  | Yvan Muller          | Citroën Total WTCC          | 14   | 25:57,292     |           |
| 2                 | Bez zmian | 37 | José María López     | Citroën Total WTCC          | 14   | +0:01,282     |           |
| 3                 | 1         | 18 | Tiago Monteiro       | Castrol Honda WTCC          | 14   | +0:08,961     |           |
| 4                 | 1         | 2  | Gabriele Tarquini    | Castrol Honda WTCC          | 14   | +0:13,980     |           |
| 5                 | 1         | 25 | Mehdi Bennani        | Proteam Racing              | 14   | +0:14,747     |           |
| 6                 | 5         | 5  | Norbert Michelisz    | Zengő Motorsport            | 14   | +0:16,672     |           |
| 7                 | 4         | 9  | Sébastien Loeb       | Citroën Total WTCC          | 14   | +0:17,475     |           |
| 8                 | Bez zmian | 4  | Tom Coronel          | ROAL Motorsport             | 14   | +0:22,863     |           |
| 9                 | Bez zmian | 10 | Gianni Morbidelli    | Münnich Motorsport          | 14   | +0:27,891     |           |
| 10                | Bez zmian | 7  | Hugo Valente         | Campos Racing               | 14   | +0:36,287     |           |
| 11                | 1         | 12 | Robert Huff          | Lada Sport Lukoil           | 14   | +0:42,968     |           |
| 12                | 8         | 98 | Dušan Borković       | NIS Petrol by Campos Racing | 14   | +0:43,715     |           |
| 13                | 6         | 3  | Tom Chilton          | ROAL Motorsport             | 14   | +0:55,861     |           |
| 14                | 2         | 8  | Pasquale Di Sabatino | Liqui Moly Team Engstler    | 14   | +1:23,040     |           |
| 15                | 2         | 6  | Franz Engstler       | Liqui Moly Team Engstler    | 14   | +1:23,757     |           |
| 16                | 3         | 27 | John Filippi         | Campos Racing               | 14   | +1:48,371     |           |
| 17                | 1         | 99 | Yukinori Taniguchi   | NIKA Racing                 | 13   | +1 okr        |           |
| 18                | 4         | 77 | René Münnich         | Münnich Motorsport          | 13   | +1 okr        |           |
| Niesklasyfikowani |           |    |                      |                             |      |               |           |
|                   |           | 14 | Michaił Kozłowski    | Lada Sport Lukoil           | 4    |               |           |
| Zdyskwalifikowani |           |    |                      |                             |      |               |           |
|                   |           | 11 | James Thompson       | Lada Sport Lukoil           | 14   | 0:48,481      |           |
| P                 | + / –     | Nr | Kierowca             | Konstruktor                 | Okr. | Czas / Strata | Komentarz |

#### Najszybsze okrążenie
| Nr | Kierowca    | Konstruktor        | Czas     | Okr. |
| -- | ----------- | ------------------ | -------- | ---- |
| 1  | Yvan Muller | Citroën Total WTCC | 1:50,119 | 4    |

#### Prowadzenie w wyścigu
| Nr                              | Kierowca    | Okrążenia | Suma |
| ------------------------------- | ----------- | --------- | ---- |
| 1                               | Yvan Muller | 1-14      | 14   |
| \| Wykres \| \| ------ \| \| \| |             |           |      |
| Wykres                          |             |           |      |
|                                 |             |           |      |

### Wyścig 2

#### Wyścig
Źródło: Wyprzedź Mnie!
| P                                                     | + / –     | Nr | Kierowca             | Konstruktor                 | Okr. | Czas / Strata | Komentarz |
| ----------------------------------------------------- | --------- | -- | -------------------- | --------------------------- | ---- | ------------- | --------- |
| 1                                                     | 1         | 10 | Gianni Morbidelli    | Münnich Motorsport          | 14   | 26:15,851     |           |
| 2                                                     | 5         | 18 | Tiago Monteiro       | Castrol Honda WTCC          | 14   | +0:00,350     |           |
| 3                                                     | 2         | 7  | Hugo Valente         | Campos Racing               | 14   | +0:01,206     |           |
| 4                                                     | 1         | 4  | Tom Coronel          | ROAL Motorsport             | 14   | +0:05,104     |           |
| 5                                                     | 5         | 1  | Yvan Muller          | Citroën Total WTCC          | 14   | +0:05,435     |           |
| 6                                                     | 3         | 37 | José María López     | Citroën Total WTCC          | 14   | +0:05,605     |           |
| 7                                                     | 3         | 3  | Tom Chilton          | ROAL Motorsport             | 14   | +0:06,306     |           |
| 8                                                     | 2         | 2  | Gabriele Tarquini    | Castrol Honda WTCC          | 14   | +0:07,828     |           |
| 9                                                     | 1         | 9  | Sébastien Loeb       | Citroën Total WTCC          | 14   | +0:08,308     |           |
| 10                                                    | 1         | 5  | Norbert Michelisz    | Zengő Motorsport            | 14   | +0:08,842     |           |
| 11                                                    | 8         | 98 | Dušan Borković       | NIS Petrol by Campos Racing | 14   | +0:11,724     |           |
| 12                                                    | Bez zmian | 12 | Robert Huff          | Lada Sport Lukoil           | 14   | +0:21,487     |           |
| 13                                                    | 1         | 77 | René Münnich         | Münnich Motorsport          | 14   | +0:23,210     |           |
| 14                                                    | 2         | 6  | Franz Engstler       | Liqui Moly Team Engstler    | 14   | +0:55,381     |           |
| 15                                                    | Bez zmian | 8  | Pasquale Di Sabatino | Liqui Moly Team Engstler    | 14   | +0:59,926     |           |
| 16                                                    | 2         | 27 | John Filippi         | Campos Racing               | 14   | +1:19,313     |           |
| Niesklasyfikowani                                     |           |    |                      |                             |      |               |           |
|                                                       |           | 99 | Yukinori Taniguchi   | NIKA Racing                 | 12   |               |           |
|                                                       |           | 14 | Michaił Kozłowski    | Lada Sport Lukoil           | 3    |               |           |
| Nie wystartowali / niedopuszczeni do ponownego startu |           |    |                      |                             |      |               |           |
|                                                       |           | 25 | Mehdi Bennani        | Proteam Racing              |      |               |           |
| Zdyskwalifikowani                                     |           |    |                      |                             |      |               |           |
|                                                       |           | 11 | James Thompson       | Lada Sport Lukoil           | 14   | 0:26,191      |           |
| P                                                     | + / –     | Nr | Kierowca             | Konstruktor                 | Okr. | Czas / Strata | Komentarz |

#### Najszybsze okrążenie
| Nr | Kierowca       | Konstruktor        | Czas     | Okr. |
| -- | -------------- | ------------------ | -------- | ---- |
| 18 | Tiago Monteiro | Castrol Honda WTCC | 1:51,088 | 4    |

#### Prowadzenie w wyścigu
| Nr                              | Kierowca          | Okrążenia | Suma |
| ------------------------------- | ----------------- | --------- | ---- |
| 10                              | Gianni Morbidelli | 1-14      | 10   |
| 7                               | Hugo Valente      | 1         | 0    |
| \| Wykres \| \| ------ \| \| \| |                   |           |      |
| Wykres                          |                   |           |      |
|                                 |                   |           |      |